# The Puppet Master
The Puppet Master è l'undicesimo album del gruppo danese King Diamond uscito nel 2003. Si tratta ancora di un concept album di cui esiste anche una edizione limitata in digipack che, oltre al CD, include un DVD bonus in cui King Diamond narra la storia. Il concept narra la storia di un uomo che cerca senza successo di trovare la sua amante.

## Tracce
1. Midnight - 1:55 (Diamond)
2. The Puppet Master - 4:41 (Diamond)
3. Magic - 4:57 (La Rocque/Diamond)
4. Emerencia - 5:20 (Diamond)
5. Blue Eyes - 4:24 (Diamond)
6. The Ritual - 5:03 (La Rocque/Diamond)
7. No More Me - 3:16 (Diamond - Thompson/Diamond)
8. Blood to Walk - 5:32 (Diamond)
9. Darkness - 4:38 (La Rocque/Diamond)
10. So Sad - 4:38 (Diamond)
11. Christmas - 5:18 (Diamond)
12. Living Dead - 6:05 (Diamond)

## Formazione
- King Diamond - voce, tastiere
- Andy LaRocque - chitarra, tastiere
- Mike Wead - chitarra
- Hal Patino - basso
- Matt Thompson - batteria
- Livia Zita - voce addizionale